# Алберто Запатер
Алберто Запатер (шп. Alberto Zapater; Ехеа де лос Кабалерос, 13. јун 1985) је шпански фудбалер који игра за канадски клуб Атлетико Отава. Игра на позицији задњег везног.
Већи део каријере провео је у Сарагоси, одигравши 422 званичне утaкмице и постигавши 12 голова.